# Rhosus quadrimacula
Rhosus quadrimacula är en fjärilsart som beskrevs av Herrich-Schäffer 1855. Rhosus quadrimacula ingår i släktet Rhosus och familjen nattflyn. Inga underarter finns listade.